# سكوت كرو
سكوت كرو (بالإنجليزية: Scott Crow)‏ هو مؤلف أمريكي، ولد في 18 فبراير 1967 في غارلاند في الولايات المتحدة.

## وصلات خارجية
- الموقع الرسمي
- سكوت كرو على موقع IMDb (الإنجليزية)
- سكوت كرو على موقع قاعدة بيانات الفيلم (الإنجليزية)